# 豊通マテックス
豊通マテックス株式会社（英: Toyota Tsusho Matex Corporation）は、大阪府大阪市中央区南船場4丁目に本社を置く、豊田通商グループの非衣料繊維・紙原料を取り扱う専門商社。

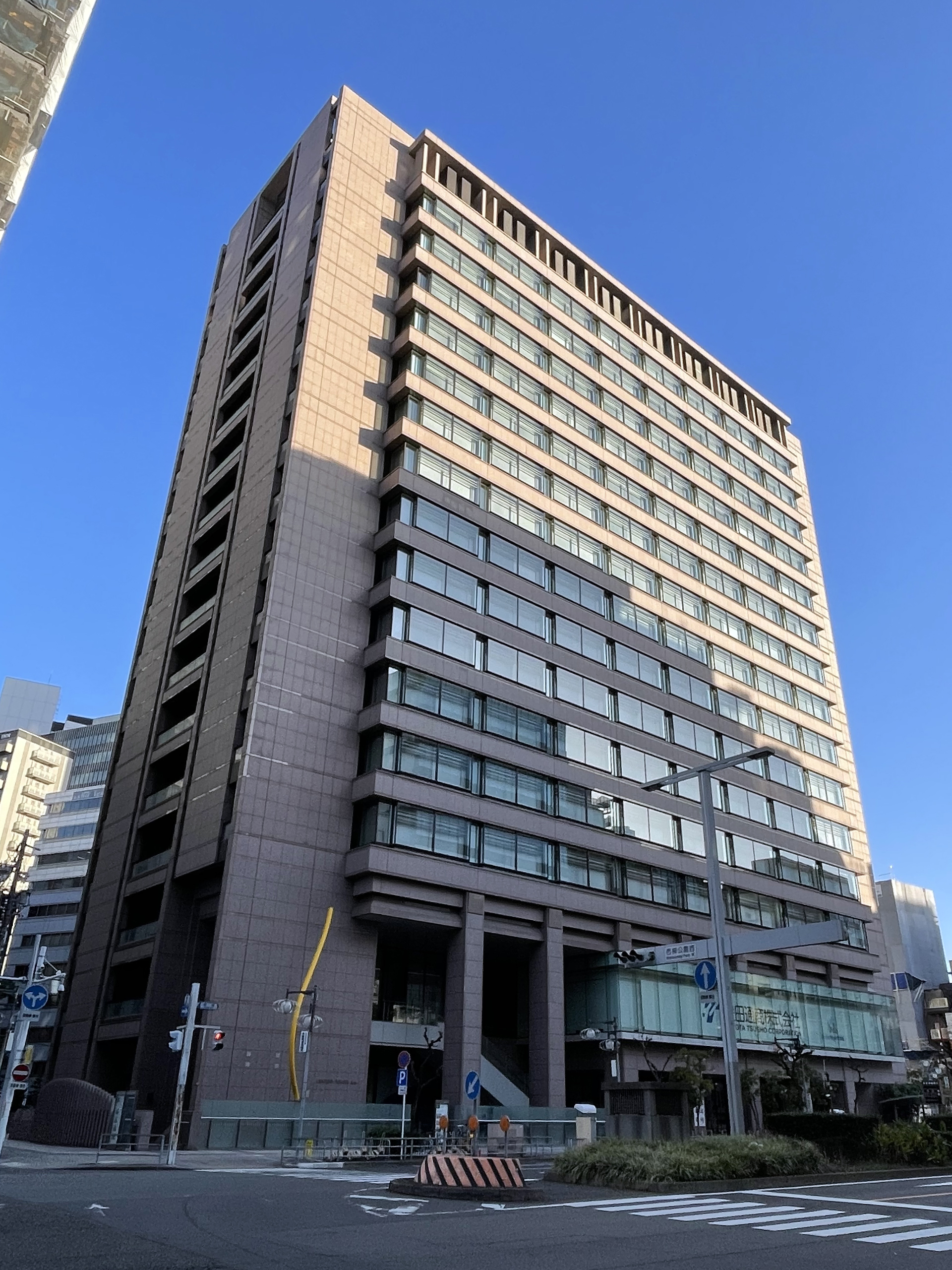
名古屋支店（センチュリー豊田ビル）

## 沿革
- 1947年（昭和22年）4月 - 虎屋産業株式会社として設立。資本金18万円。
- 1948年（昭和23年）5月 - 資本金を300万円に増資。小松島工場を建設。
- 1949年（昭和24年4月）‐ 虎屋繊維工業株式会社に商号変更、資本金を400万円とする。
- 1955年（昭和30年）
  - 2月 - 大阪綿業株式会社を吸収合併。資本金を1500万円に増資。
  - 4月 - 東洋綿花（のちのトーメン）が増資を引き受け、資本金を4500万円とする。同時に同社の子会社となる。
- 1961年（昭和36年）7月 - 東洋経編株式会社に商号変更。
- 1982年（昭和57年）5月 - 東洋縫製株式会社に商号変更。同時にトリコット事業部門を分離し、新たに東洋経編株式会社（資本金9,000万円）を設立。
- 2006年（平成18年）4月 - 親会社であるトーメンが豊田通商に経営統合され、豊田通商の子会社となる。
- 2008年（平成20年）10月 - 豊通テキスタイル株式会社に社名変更。
- 2010年（平成22年）4月 - 豊田通商より豊通ニューパックの株式が譲渡され、同社を連結子会社化（出資比率60%）。
- 2013年（平成25年）10月 - 豊通セルテックと統合、豊通マテックス株式会社に社名変更する
- 2014年（平成26年）5月 - 経編繊維事業部（工場含む）を服部猛株式会社に売却。
- 2015年（平成27年）3月 - 所有する豊通ニューパックの全株式を豊田通商に譲渡。
- 2016年（平成28年）4月 - 名古屋支店をセンチュリー豊田ビル内に設立。

## 事業所
- 本社
  - 大阪府大阪市中央区南船場4-3-11 大阪豊田ビル8階
- 東京支店
  - 東京都港区港南2丁目3番13号 品川フロントビル
- 名古屋支店
  - 愛知県名古屋市中村区名駅4-9-8　センチュリー豊田ビル